# La terrificante notte del demonio
La terrificante notte del demonio è un film del 1971 diretto da Jean Brismee.
Co-prodotto tra Italia e Belgio, per il mercato belga fu titolato Au service du diable.

## Trama
Una famiglia tedesca, ormai da secoli, ha stabilito un patto col demonio. In cambio di favori di vario genere, la famiglia è solita cedere l'anima della figlia primogenita di ogni generazione, al maligno. Proprio per questo motivo, il gerarca nazista Von Rumberg, barone e discendente della famiglia tedesca, uccise la sua primogenita subito dopo il parto della moglie: intendeva, in questo modo, sottrarsi al patto che la sua famiglia aveva stretto con le forze occulte. All'inizio degli Anni Settanta, una comitiva di gitanti giunge al castello dei Von Rumberg per una visita di piacere.
Nessuno sa che, in realtà, la figlia del barone è sopravvissuta. La ragazza, infatti, è stata riportata in vita dal demonio che, ovviamente, ne possiede l'anima. Dopo l'arrivo dei gitanti fa la sua apparizione al castello Lisa, bellissima donna dai capelli rossi. La ragazza altri non è che la figlia sopravvissuta del barone. Lisa, in accordo col demonio, sterminerà tutti i visitatori (compreso il barone Von Rumberg) dopodiché si allontanerà in compagnia di un uomo, le cui sembianze sembrano ricordare il diavolo.